# Річкова війна
«Річкова війна: Історичний нарис про завоювання Судану» (англ. The River War: An Historical Account of the Reconquest of the Soudan) — книга Вінстона Черчилля, яка вийшла у світ у 1899 році. У книзі автор змалював точку зору офіцера Британії на події повстання магдистів у Судані.
Річкова війна була другою опублікованою книжкою авторства Черчилля.

## Тло
Усвідомлюючи, що в Судані йде війна, Черчиль був налаштований брати участь у ній. Він був не самотній у цьому, тому що в часи загалом миру багато офіцерів британської армії хотіли мати досвід бою, щоб продовжити свою кар’єру. У випадку Черчиля він не бачив свою кар'єру як військову службу, але вже почав писати про війни і хотів писати про нову кампанію. Він спершу спробував отримати переведення зі свого полку, дислокованого в Індії, до 21-ї лансери, яка була підрозділом, який брав участь у війні. Це було надано Військовим відомством, але відхилено командувачем британськими силами в Судані генералом Кітченером. Потім Черчиль поїхав до Великої Британії, де залучив друзів і сім'ю, щоб лобіювати Кітченера, щоб дозволити йому взяти участь. Це продовжувало бути безуспішним, навіть коли прем’єр-міністр лорд Солсбері зробив запит від його імені. Однак зрештою він переміг сера Евеліна Вуда, генерал-ад'ютанта кінної гвардії, який мав повноваження щодо призначення в полк в Англії, і він отримав приєднання до лансерів замість офіцера, який загинув 24 липня 1898 року. 5 серпня він був у Луксоре, а 24 серпня полк вирушив з Атбари, щоб атакувати махдистські сили.